# Набро
Набро — активный вулкан, расположенный в южной части Красного моря вблизи границы Эритреи и Эфиопии. Находится в Афарской котловине.
Набро — вулканическая кальдера в северо-восточной части Восточно-Африканской рифтовой долины. Двойная кальдера вероятно образовалась во время извержения от 20 до 100 кубических километров игнимбрита. Дата его формирования неизвестна.

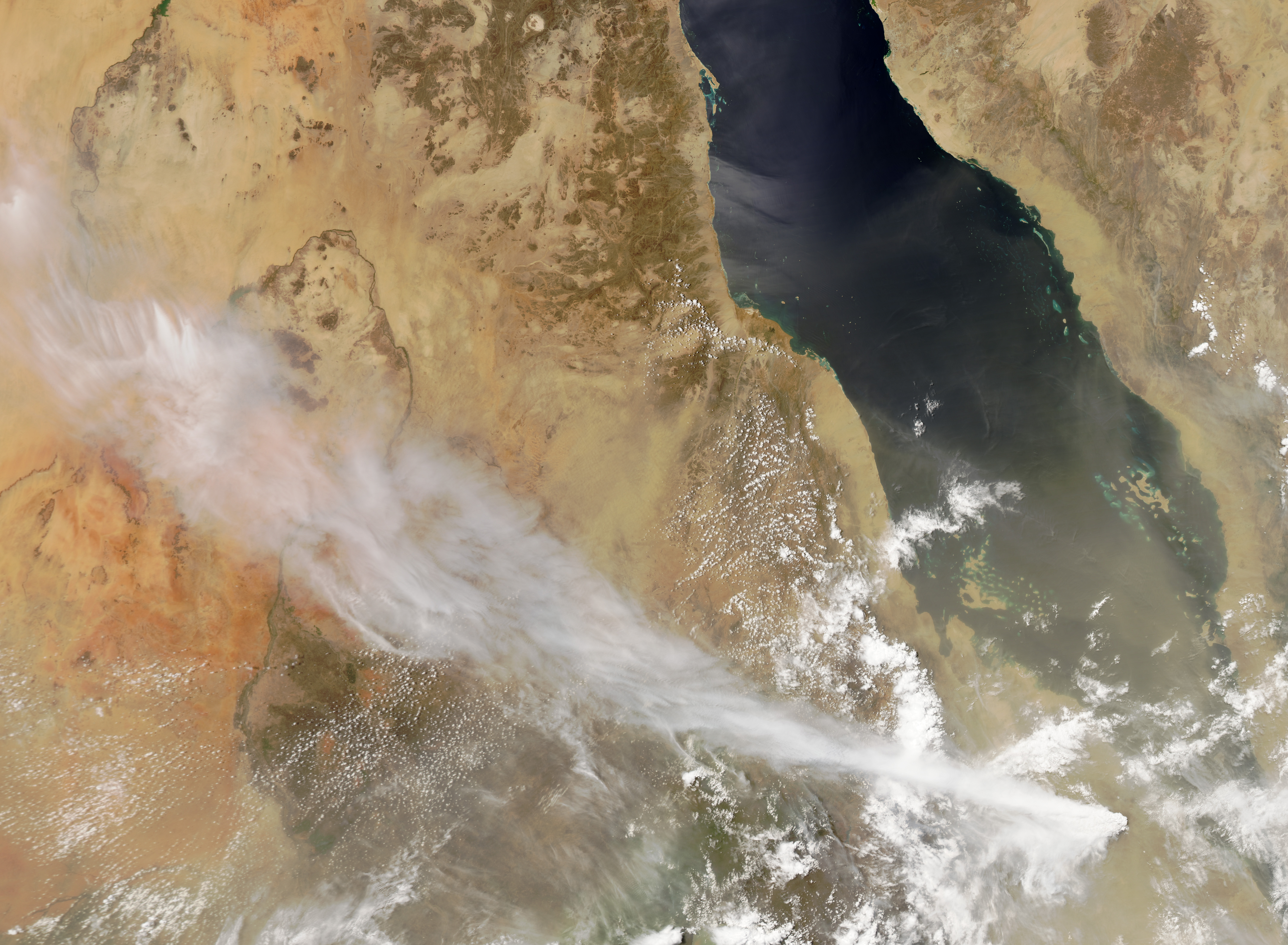
Извержение в июне 2011 года. Спутниковая фотография (13 июня).

12 июня 2011 года произошло извержение вулкана. Извержению предшествовала серия землетрясений с магнитудой до 5,6. В результате извержения произошёл выброс пепла на высоту до 13,5 км. В результате извержения погибло 7 человек, более 3,5 тыс. человек эвакуировано.